# Die Pilgerjahre des farblosen Herrn Tazaki
Die Pilgerjahre des farblosen Herrn Tazaki (jap. 色彩を持たない多崎つくると、彼の巡礼の年, Shikisai o Motanai Tazaki Tsukuru to, Kare no Junrei no Toshi) ist ein Roman des japanischen Autors Haruki Murakami. Am 12. April 2013, drei Jahre nach Erscheinen des Vorgängers 1Q84, wurde der Roman in Japan veröffentlicht und erschien im Folgejahr in Deutschland in einer Übersetzung von Ursula Gräfe. Diese stand vom 27. Januar bis zum 2. Februar 2014 auf dem Platz 1 der Spiegel-Bestsellerliste.
Das Buch verkaufte sich am Erscheinungstag mehr als 100.000 Mal und erreichte eine Erstauflage von 600.000 Exemplaren, die zudem noch mehrfach erhöht wurde und nach einer Woche eine Million Exemplare betrug.

## Inhalt
Der 36-jährige Tsukuru Tazaki lebt nach einem Ingenieurstudium privat zurückgezogen in Tokio und konzentriert sich ganz auf seinen Beruf, die Sanierung von Eisenbahngebäuden. Er leidet immer noch unter dem Schock, den er vor 16 Jahren durch die plötzliche Zurückweisung durch seine vier Oberschulfreunde, zwei Jungen und zwei Mädchen, und den Abbruch ihrer Beziehung erlitten und der ihn in eine tiefe Lebenskrise und in große Einsamkeit gestürzt hat. Er grübelt über die einzige ihm von einem der Jungen gegebene rätselhafte Begründung, er kenne ja den Grund. Nun hat er eine Frau, Sara, kennengelernt und sie rät ihm, vor der Intensivierung ihrer Verbindung die Vergangenheit endlich durch Nachforschungen zu bewältigen. So besucht er nacheinander die ehemaligen Freunde in Nagoya und Finnland und kommt langsam der Wahrheit auf die Spur. Von Ao und Aka erfährt er, Shiro habe ihn der Vergewaltigung während eines Tokiobesuchs beschuldigt. Sie sei darauf psychisch abgestürzt und vor sechs Jahren ermordet worden. Die Vierte der Gruppe, Kuro, lebt in Finnland. Sie kennt die Zusammenhänge: Shiro sei nach einer Vergewaltigung traumatisiert gewesen und dauerhaft psychisch gestört. Sie habe offenbar die Tat mit Vorstellungen aus der Oberschulzeit vermischt, denn beide Mädchen seien in den schüchternen Tsukuru verliebt gewesen. Sie, Kuro, habe in der Konfliktsituation die kranke Freundin stützen und die Verbindung zu ihm abbrechen müssen.

### Handelnde Figuren
- Tsukuru Tazaki ist der 36-jährige Protagonist. Er hat seit seiner Kindheit eine Vorliebe für Bahnhöfe und arbeitet bei einem Eisenbahnunternehmen in Tokyo.
- Kei Akamatsu (Aka) wohnt in Nagoya und führt eine Firma, die Seminare für Angestellte veranstaltet.
- Yoshio Oumi (Ao) wohnt in Nagoya und ist Autohändler.
- Yuzuki Shirane (Shiro) ist eine verstorbene Klavierlehrerin.
- Eri Kurono Haatainen (Kuro) ist eine Töpferin, die einen Finnen geheiratet hat, der nach Japan kam, um das Töpfern zu lernen. Später zog das Paar nach Finnland.
- Sara Kimoto, Tazakis Freundin, ist zwei Jahre älter als er. Sie arbeitet in einem Reisebüro in Tokyo.
- Haida ist ein Freund von Tazaki aus Studienzeiten, der kommentarlos und offenbar geplant aus Tazakis Leben verschwand.

### Motive
Wie häufig in Murakamis Romanen spielt die Musik eine große Rolle, Klaviermusik von Franz Liszt – Années de pèlerinage (Pilgerjahre). „Le Mal du Pays“ (Heimweh”), das achte Stück aus dem ersten Band „Première année: Suisse“ (Erstes Jahr: Schweiz), ist ein wiederkehrendes Motiv.

## Rezeption
Das Buch polarisierte die Literaturkritik in den deutschen Feuilletons. Frank Schäfer von der TAZ war der Meinung, es handele sich um
einen typischen Murakami-Roman, dem er vorwirft, er sei „‚Literatur des kleinsten gemeinsamen Nenners‘: Star-Wars-Sprüche gehen hier als Zen-Weisheiten durch, für die globale Anschlussfähigkeit sorgt ein interkultureller Mix aus Sushi, Liszt und finnischem Design.“, während sich Burkhard Müller von der Süddeutschen Zeitung von der „emotionalen Kraft“ des Romans beeindruckt zeigte.
Sebastian Hammelehle vom Spiegel faszinierte die „erzählerische und ästhetische Klarheit der zum  Kondensat verdichteten Geschichte einer Selbstfindung“. Murakami sei weltweit konkurrenzlos, der Roman „der verdichtete Beweis seiner Kunst“.
Für Karl-Markus Gauss von der NZZ war es dagegen schwer zu verstehen, „dass dieser mit philosophischen Plattitüden durchwirkte Roman nicht nur alle Bestsellerlisten anführt, sondern auch landauf, landab von der Kritik abgefeiert wurde …“ Allerdings habe er ein Talent, Lesern, wo immer sie die „Pilgerjahre“ aufschlagen, mit einem Satz auszuhelfen, den sie ins Poesiealbum von anverwandten Jugendlichen schreiben könnten.

## Ausgaben
- Die Pilgerjahre des farblosen Herrn Tazaki. Aus dem Japanischen von Ursula Gräfe. Köln 2014. Dumont, ISBN 978-3-8321-9748-3.